# Xã Sycamore, Quận Hamilton, Ohio
Xã Sycamore (tiếng Anh: Sycamore Township) là một xã thuộc quận Hamilton, tiểu bang Ohio, Hoa Kỳ. Năm 2010, dân số của xã này là 19.200 người.